# ソフィア州
ソフィア州（ソフィアしゅう、ブルガリア語: Софийска област, ラテン文字転写: Sofijska Oblast）はブルガリアの首都、ソフィア市に隣接する州。ブルガリアの西部に位置し、ソフィア市の3方を取り囲む形になっている。ソフィア州の州都はソフィア市におかれているが、ソフィア市はソフィア州には含まれない。

## 地理と観光
多くは山地であり、バルカン山脈の南側、リラ山脈の北側に位置する。州内には他にもいくらかの山と谷がある。ブルガリアの一大スキー・リゾート地ボロヴェツ（Боровец、Borovets）は同州のサモコフの近くである。

## 製造業
製造業が発達しており、鉱工業は州の基幹産業となっている。南東ヨーロッパで最大級の銅の精錬所がピルドプにあり、銅鉱山がチェロペチ、エトロポレにある。機械生産はボテヴグラト、プラヴェツ、エトロポレ、サモコフ、エリン・ペリン、イフティマン、スリヴニツァ、ゴデチなどで行われている。食品産業の中心はスヴォゲである。

## 出身者
- シルヴィ・ヴァルタン（Silvie Vartan、b.1944）:ブルガリア系フランス人歌手の歌手 - スヴォゲ市 Iskrets生まれ
- ボリス・ダミャノフ（Борис Дамянов、Boris Damianov）

## 基礎自治体
- アントン（Антон、Anton）

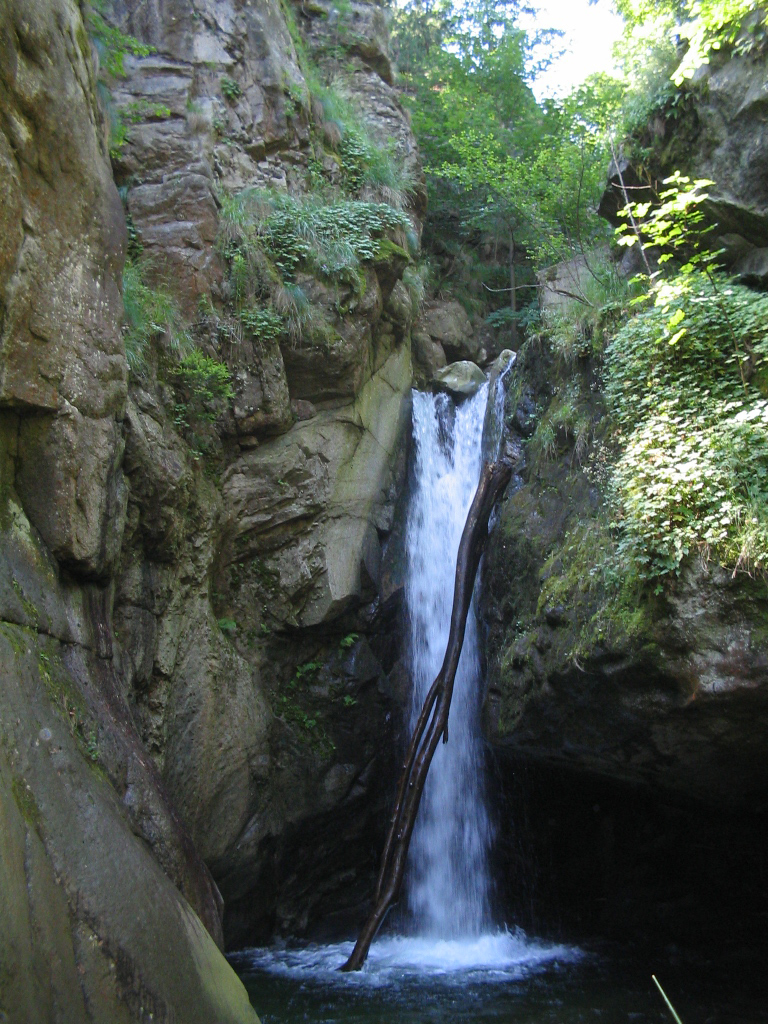
コステンツの滝

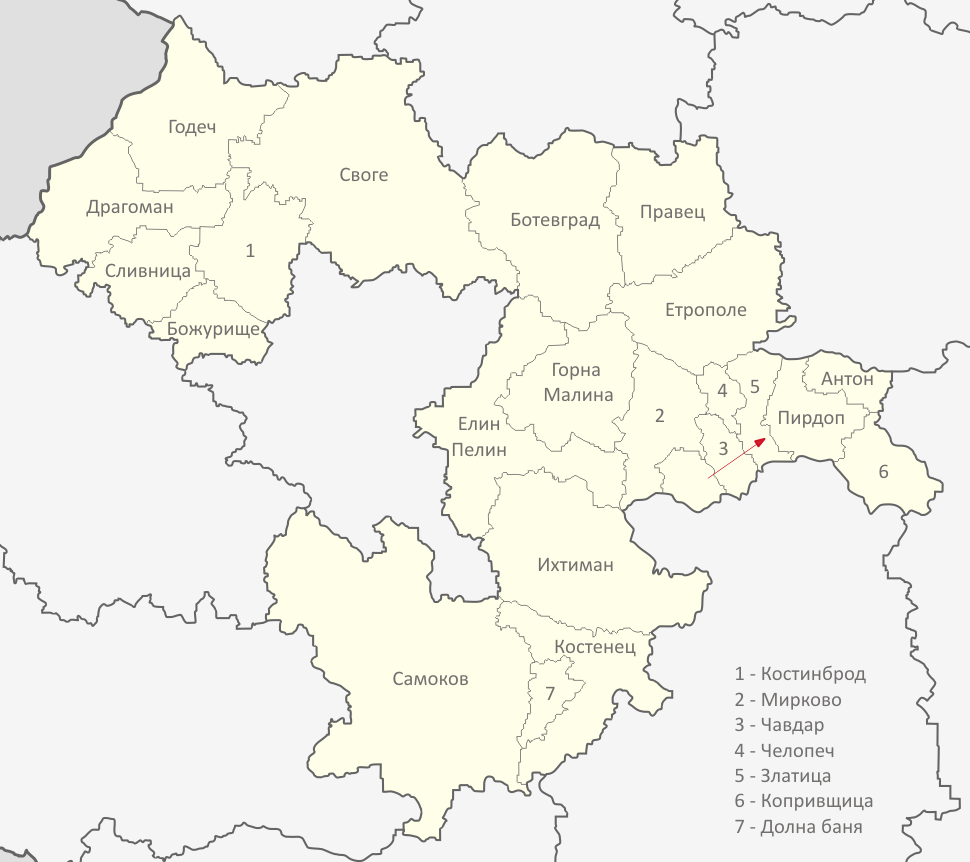
ソフィア州の基礎自治体

- ボテヴグラト（Ботевград、Botevgrad）
- ボジュリシュテ（Божурище、Bozhurishte）
- チャヴダル（Чавдар、Chavdar）
- チェロペチ（Челопеч、Chelopech）
- ドルナ・バニャ（Долна Баня、Dolna Banya）
- ドラゴマン（Драгоман、Dragoman）
- エリン・ペリン（Елин Пелин、Elin Pelin）
- エトポロレ（Етрополе、Etropole）
- イフティマン（Ихтиман、Ihtiman）
- ゴデチ（Годеч、Godech）
- ゴルナ・マリナ（Горна Малина、Gorna Malina）
- コプリフシティツァ（Копривщица、Koprivshtitsa）
- コステネツ（Костенец、Kostenets）
- コスティンブロト（Костинброд、Kostinbrod）
- ミルコヴォ（Мирково、Mirkovo）
- ピルドプ（Пирдоп、Pirdop）
- プラヴェツ（Правец、Pravets）
- サモコフ（Самоков、Samokov）
- スリヴニツァ（Сливница、Slivnitsa）
- スヴォゲ（Своге、Svoge）
- ズラティツァ（Златица、Zlatitsa）